# Зубков Владислав Вікторович
Владислав Вікторович Зубков (нар. 8 квітня 1971, Одеса, УРСР) — радянський, російський та український футболіст, півзахисник. Син відомого одеського футболіста Віктора Зубкова.
Закінчив Одеський педагогічний інститут (1992).

## Кар'єра гравця
Вихованець одеського футболу. Грав за дубль «Чорноморця». У 1990 році Олександр Тарханов запросив його в одеський СКА (2-га ліга чемпіонату СРСР), де Зубков виступав 2 роки.
У 1992—1993 роках грав за «Металург» (Запоріжжя), з другого кола 1993 року перейшов в «КАМАЗ». З невеликою перервою виступав за команду 4 сезони, був учасником Кубку Інтертото 1996 року.
У 1997—1998 роках грав за «Локомотив» (Нижній Новгород), де також брав участь у Кубку Інтертото (1997 року). У 1999 році провів 2-ге коло за «Сокіл» (Саратов). За час виступів у Росії не вважався легіонером, був заграний за студентську збірну Росії на Універсіаді-95.
У 2000 році повернувся в Україну, грав за команди вищої ліги «Металург» (Запоріжжя), «Дніпро» (Дніпропетровськ), «Чорноморець» (Одеса). В 2002 році зіграв 1 матч у складі павлодарського «Іртиша», після чого повернувся в Одесу, де й завершив кар'єру гравця.

## Кар'єра тренера
З грудня 2002 року, ще будучи гравцем одеського «Чорноморця-2», виконував обов'язки тренера команди. Після закінчення кар'єри гравця працював у тренерському штабі одеського «Чорноморця». Згодом тренував дублюючий склад одеських «моряків». В 2005 році працював асистентом головного тренера юнацької збірної України. У 2008 році працював спочатку асистентом головного тренера овідіопольського «Дністра», а пізніше зайняв посаду головного тренера цього клубу. Влітку 2009 року перейшов на роботу тренера в СДЮШОР «Чорноморець» (Одеса). У травні 2010 року знову став головним тренером «Чорноморця-2». Потім працював головним тренером Чорноморця U-17. З 2014 по травень 2016 року очолював клуб другої ліги «Реал Фарма». В середині травня 2016 року за обопільною згодою сторін контракт було розірвано.
14 серпня 2017 року одеський «Чорноморець» призначив Зубкова на посаду директора СДЮШОР імені А. Ф. Зубрицького.

## Досягнення
- Кубок Федерації футболу СРСР
  -  Володар (1): 1990

- Вища ліга чемпіонату України
  -  Срібний призер (2): 1995, 1996
  -  Бронзовий призер (1): 2001

- Прем'єр-ліга
  -  Чемпіон (1): 2002

## Сім'я
Одружений, виховує сина і дочку. Син — Руслан Зубков — також професіональний футболіст.